# Cung điện Stockholm
Cung điện Stockholm hay Cung điện Hoàng gia (tiếng Thụy Điển: Stockholm Slott hoặc Kungliga slottet) là nơi ở chính thức và cung điện hoàng gia chính của quốc vương Thụy Điển (nơi ở thật của Vua Carl XVI Gustaf và Hoàng hậu Silvia là tại cung điện Drottningholm). Cung điện Stockholm nằm trên Stadsholmen, trong Gamla stan tại thủ đô Stockholm. Nó nằm kề tòa nhà Riksdag.
Các văn phòng của nhà quốc vương, các thành viên khác của gia đình Hoàng gia Thụy Điển, và các văn phòng của Triều đình Hoàng gia Thụy Điển được đặt ở đây. Cung điện được sử dụng cho các mục đích đại diện của nhà vua trong khi thực hiện nhiệm vụ của mình như với tư cách là nguyên thủ quốc gia.